# Kilinochchi
Kilinochchi (en tamil: கிளிநொச்சி ) es una ciudad de Sri Lanka capital del distrito homónimo en la provincia del Norte.

## Geografía
Se encuentra a una altitud de 37 m s. n. m. a 340 km de la capital nacional, Colombo, en la zona horaria UTC +5:30.

## Demografía
Según estimación 2011 contaba con una población de 15 194 habitantes.